# Salvi Carrasco
Salvador Montañez Carrasco (Málaga, 25 de junio de 2000), más conocido como Salvi Carrasco, es un futbolista español. Juega como portero y su equipo es el U. D. Leiria de la Segunda División de Portugal.

## Trayectoria
Es un guardameta que comenzó su carrera deportiva en el Vélez C. F. de la Tercera División de España en la temporada 2019-20, pero acabaría la temporada en el C. D. Rincón de la Tercera División de España. En la temporada 2020-21, firmó por el filial del C. D. Badajoz de la Tercera División de España, pero acabó la temporada en el Xerez C. D. de la Tercera División de España.
En la temporada 2021-22, formó parte del C. D. San Roque de Lepe de la Segunda Federación. En julio de 2022, firmó por la Cultural y Deportiva Leonesa de la Primera Federación. En febrero de 2023, renovó su contrato con el conjunto leonés.
El 23 de enero de 2024, fichó por la Sociedad Deportiva Tarazona de la Primera Federación. Al finalizar la temporada 2023-24, el guardameta abandonó el conjunto aragonés para incorporarse como jugador libre a las filas del C. D.Tenerife, firmando por 2 temporadas.

## Clubes
| Club                         | País     | Año       |
| ---------------------------- | -------- | --------- |
| Vélez C. F.                  | España   | 2019-2020 |
| C. D. Rincón                 | España   | 2020      |
| C. D. Badajoz "B"            | España   | 2020-2021 |
| Xerez C. D.                  | España   | 2021      |
| C. D. San Roque de Lepe      | España   | 2021-2022 |
| Cultural y Deportiva Leonesa | España   | 2022-2024 |
| S. D. Tarazona               | España   | 2024      |
| C. D. Tenerife               | España   | 2024-2025 |
| U. D. Leiria                 | Portugal | 2025-     |